# Viktor Antonov
Pour les articles homonymes, voir Antonov.
Viktor Antonov (en bulgare : Виктор Антонов), né le 5 février 1972 à Sofia et mort le 7 février 2025 à Paris, est un directeur artistique bulgare spécialisé dans la conception de jeu vidéo.
Il est particulièrement connu pour avoir conçu l'identité visuelle des villes de science-fiction des jeux vidéo Half-Life 2 (2005) et Dishonored (2012).

## Biographie
Né à Sofia, en Bulgarie, Viktor Antonov émigre à Paris à l'âge de 17 ans. Il entame des études d'anthropologie à la Sorbonne avant de s'inscrire à l'Art Center College of Design, où il obtient un diplôme en transportation design en 1996. Antonov dessine une concept-car pour Honda et s'occupe des décors et effets spéciaux de publicités pour Nike[réf. nécessaire].
Féru de science-fiction et lassé par le milieu du marketing[réf. nécessaire], Antonov intègre l'industrie du jeu vidéo en 1995 en rejoignant le studio Xatrix Entertainment. Il rejoint ensuite Valve et se fait connaître en 2004 grâce à son travail artistique sur Half-Life 2. Il est le concepteur principal de Cité 17, lieu fictif où prend place une partie importante du jeu, notamment son introduction qu'Antonov a personnellement dirigé, en s'inspirant de l'architecture de Sofia sous le régime communiste qu'il a connu pendant toute son enfance. Il travaille ensuite pour Arkane Studios puis devient directeur du design chez ZeniMax Media après la sortie de Dishonored dont il a été le directeur du design visuel. Pour la ville centrale de Dishonored, Dunwall, il s'inspire cette fois des grandes villes industrielles du Royaume-Uni au XIXe siècle, particulièrement Londres et Édimbourg.
Entretemps, Antonov travaille pour deux films d'animation partiellement produits en France, Renaissance et The Prodigies.
Il rejoint en 2017 le studio Darewise Entertainement pour y travailler sur le jeu massivement multijoueur Project C, mais depuis son passage en early access et son changement de titre pour Life Beyond, le directeur artistique semble avoir quitté le projet.
Il meurt le 7 février 2025 à Paris. Son décès est annoncé par un ancien collègue, l'écrivain Marc Laidlaw, avec qui il avait travaillé sur Half-Life 2.

## Travaux

### Ludographie
- 1997 : Redneck Rampage de Xatrix Entertainment : map painter[2]
- 1997 : Redneck Deer Huntin' de Xatrix Entertainment : artiste
- 1998 : Quake II Mission Pack: The Reckoning de Xatrix Entertainment : artiste
- 1998 : Redneck Rampage Rides Again de Xatrix Entertainment : artiste additionnel
- 1999 : Kingpin: Life of Crime de Xatrix Entertainment : artiste[2]
- 2004 : Half-Life 2 de Valve : directeur artistique (il travaille en particulier sur le design de Cité 17)
- 2004 : Counter-Strike: Source de Valve
- 2005 : Half-Life 2: Lost Coast de Valve : directeur artistique[2]
- 2012 : Dishonored d'Arkane Studios : directeur artistique[2]
- 2014 : Wolfenstein: The New Order de MachineGames : directeur artistique additionnel
- 2015 : Fallout 4 de Bethesda Game Studios : consultant[2]
- 2016 : Dishonored 2 d'Arkane Studios : consultant
- 2016 : Doom de id Software : consultant
- 2017 : Prey d'Arkane Studios : consultant
- 2017 : The Elder Scrolls: Legends - Heroes of Skyrim de Dire Wolf Digital : responsable du design visuel
- 2022 : Weird West de WolfEye Studios : dessins conceptuels supplémentaires
- En projet : Project C de Darewise Entertainement[6]
- Projet annulé : The Crossing d'Arkane Studios[7]
- Projet annulé : BattleCry de BattleCry Studios[8]

### Filmographie
- 2006 : Renaissance de Christian Volckman
- 2011 : The Prodigies d'Antoine Charreyron, production designer

### Littérature
- 2010 : The Colony: A Structure Celebrating the Triumphs of Technology, roman graphique

### Documentaire
- Valve, « Half-Life 2: 20th Anniversary Documentary », 15 novembre 2024.